# Бобруйский погребенный выступ
Бобруйский погребенный выступ — возвышенный блок фундамента в крайней восточной части Белорусской антеклизы Восточно-Европейской платформы. Расположен возле соединения Припятского прогиба, Оршанской впадины и Жлобинской седловины на юго-востоке Минской и юго-западе Могилёвской областей.
Распространение субширотное, длина 130 км., ширина 20-50 км., по периметру ограничен глубинными разломами. Фундамент на глубине (в абсолютных отметках) от 0,2 км (в районе Бобруйска) до 0,7 км. Платформенный чехол (мощность 350-700 м) образован позднепротерозойскими, среднедевонскими, юрскими, меловыми, частично палеогеновыми и неогеновыми и повсеместно четвертичными отложениями. Сформирован в основном в герцинский этап.